# Акбауов, Узарак Кстаубаевич
Узара́к (Ураза́к) Кстауба́евич Акбау́ов (каз. Оразақ Қыстаубайұлы Ақбауов 3 [16] декабря 1908 — 30 августа 1985) — советский офицер, командир взвода 7-й роты 241-го гвардейского стрелкового полка 75-й гвардейской стрелковой дивизии 30-го стрелкового корпуса 60-й армии Центрального фронта, гвардии младший лейтенант, Герой Советского Союза (1943), позднее гвардии капитан.

## Биография
Родился 3 (16) декабря 1908 года в селе Истемис ныне Домбаровского района Оренбургской области в крестьянской семье. По национальности казах. Окончил 7 классов. Член ВКП(б)/КПСС с 1930 года.
В Красной Армии с 1931 по 1933 годы. По окончании службы был председателем колхоза в Новоорском районе Оренбургской области.
Вновь призван в Красную Армию в феврале 1942 года. С июня 1942 года — на фронте. В 1943 году окончил курсы младших лейтенантов.
В боях при форсировании реки Днепр севернее Киева, в боях при захвате и удержании плацдарма в районе сел Глебовка и Ясногородка (Вышгородский район Киевской области) на правом берегу Днепра осенью 1943 года командир взвода 241-го гвардейского стрелкового полка 75-й гвардейской стрелковой дивизии гвардии младший лейтенант Акбауов У. К. проявил себя исключительно смелым и мужественным командиром. Его взвод одним из первых на подручных средствах форсировал реку Днепр. В наградном листе командир 241-го гв. стрелкового полка гв. подполковник
Бударин Н. П. Архивировано 15 июня 2012 года. написал:

24 сентября 1943 года форсировав Днепр, полураздетые и вымокшие бойцы были встречены вражескими автоматчиками, приняв боевой порядок бойцы отважно ринулись на врага, отбросив его на 1500 метров на запад.
Закрепившись на западном берегу р. Днепр, тов. Акбауов отбил свыше 19 яростных контратак противника.
Лично тов. Акбауов в отражении атак уничтожил 5 гитлеровцев и 1 станковый пулемет забросал гранатами.
Указом Президиума Верховного Совета СССР от 17 октября 1943 года за успешное форсирование реки Днепр севернее Киева, прочное закрепление плацдарма на западном берегу реки Днепр и проявленные при этом мужество и геройство гвардии младшему лейтенанту Акбауову Узараку Кстаубаевичу присвоено звание Героя Советского Союза с вручением ордена Ленина и медали «Золотая Звезда» .
С 1946 года гвардии капитан Акбауов У. К. — в запасе. Жил и работал в посёлке Новоорск Оренбургской области.
Скончался 30 августа 1985 года. Похоронен в ауле Боузда Новоорского района.

## Награды
- Медаль «Золотая Звезда» № 1544 Героя Советского Союза (17 октября 1943 года)
- Орден Ленина
- Орден Отечественной войны I степени
- Медали